# كيارا رودريغيز
كيارا بريجيت رودريغيز (من مواليد 12 ديسمبر 2002) هي رياضية إكوادورية بارالمبية، نافست في سباقات العدو والوثب الطويل لمسافات 100 متر و200 متر في الأحداث الدولية. فازت ببطولة العالم التي أقيمت في دبي عام 2019 في القفز الطويل فئة T47 وفازت بميدالية القفز الطويل أيضاً في بطولة الألعاب الأمريكية لذوي الاحتياجات الخاصة التي أقيمت في ليما عام 2019.